# 제천 강천사 목조보살좌상 및 복장유물
제천 강천사 목조보살좌상 및 복장유물(堤川 江天寺 木造菩薩坐像 및 腹藏遺物)은 충청북도 제천시 송학면, 강천사에 있는 조선시대의 불상 및 복장유물이다. 2012년 7월 6일 충청북도의 유형문화재 제331호로 지정되었다.

## 개요
강천사의 목조보살좌상은 원래 현재는 법등이 끊긴 단양 금수산(錦繡山) 조계사(曹溪寺) 극락전의 삼존불상(三尊佛像)의 협시상으로 이미 지정된 도 유형문화재 제217호인 제천 백련사 목조아미타여래좌상(堤川 白蓮寺 木造阿彌陀如來坐像)과 조성 원문의 내용과 상(像)의 모습도 같다.

## 목조보살좌상
보살상의 수인은 하품중생인(下品中生印)을 기본으로 손바닥을 위로한 채 오른손을 들고 왼손은 내려 연꽃 줄기를 잡고 있는데, 연봉 오리의 방향으로 보아 이 보살상은 우협시보살상이었을 것으로 생각되고, 본존이 아미타불이므로 대세지보살(大勢至菩薩)로서 조성되지 않았을까 생각된다. 보관에는 화염보주형의 입식이 가득 달려있고, 양옆으로는 귀 뒤로 큰 영락 장식이 늘어져있다. 목둘레에는 삼도가 마치 목걸이를 착용한 것처럼 표현되었고, 착의법 등도 여래상처럼 장식이 절제되었다. 옷자락은 간략하게 표현되는 대신 굵고 명쾌하게 표현되었다.
보살상의 하부는 종이로 봉해져있고, 그 위에 붉은 색으로 '증명신승인신근봉(證明臣僧印信謹封)'이라는 문구와 범자가 쓰여 있었다.

## 복장유물
복장(腹藏)의 조사에서 1736년(乾隆元年, 영조 12년)의 조성원문(52x41cm) 1매를 비롯하여, 후령통 1점(높이 7.5cm, 지름 3cm), 다라니 외에 낱장으로 된 『연화경』, 『금강경』, 『지장보살본원경』, 『무량수진언집』, 『선원제전집도석서』등이 발견되었다.

## 같이 보기
- 제천 백련사 목조여래좌상 - 충청북도 유형문화재 제217호

## 참고 자료
- 제천 강천사 목조보살좌상 및 복장유물 - 국가유산청 국가유산포털